# غانيش سينغ
غانيش سينغ (بالهندية: गणेश सिंह)‏ (بالإنجليزية: Ganesh Singh)‏ هو سياسي هندي، ولد في 2 يوليو 1962 في الهند. حزبياً، نشط في بهاراتيا جاناتا. وقد انتخب عضو لوك سابها السادسة عشر ‏ عن دائرة Satna Lok Sabha constituency ‏ وقد انضم خلال فترته النيابية ‏  للكتلة البرلمانية بهاراتيا جاناتا وانتخب عضو لوك سابها ‏.